# Ось знову вікно...
«Ось знову вікно…» («Вот опять окно…») — радянський телефільм у трьох новелах 1982 року, знятий режисером Львом Цуцульковским на студії «Лентелефільм».

## Сюжет
Фільм складається з трьох новел, пов'язаних музичним сюжетом — піснею С. Пожлакова на вірші М. Цвєтаєвої «Ось знову вікно…»
Перша новела — за оповіданням Г. Горишина «Сто роялів».
Іван Корабльов (М. Трофімов), начальник цеху з виробництва роялів приходить у гості до професора консерваторії Сосновського (В. Стржельчик), який як член приймальної комісії не прийняв останній у плані сотий рояль. Розмовляючи з професором Корабльов розуміє, що не одними цифрами живе людина.
Друга новела — за оповіданням Ю. Бондарєва «Вибачте нас!».
Павло Софронов (К. Лавров) — відомий конструктор, що приїжджає до міста, де він виріс, і заходить у гості до своєї старої вчительки (З. Квятковської). Виявилося, що, крім нього, ніхто з випускників її більше не відвідував.
Третя новела — за оповіданням І. Меттера «Удвох».
У квартиру Тані (О. Проклова) та її матері Анни Кирилівни (Н. Ургант) переїжджає Альоша (О. Овчинніков), який, мабуть, незабаром стане чоловіком Тані. Герої переконуються яких витрат душевних сил потребує почуття кожного.

## У ролях
- Микола Трофімов — головна роль
- Владислав Стржельчик — головна роль
- Зінаїда Квятковська — Марія Петрівна, стара вчителька
- Кирило Лавров — Павло Георгійович Сафонов
- Олена Проклова — Таня, дочка
- Ніна Ургант — Анна Кирилівна, вдова, бібліотекар
- Олександр Овчинников — Альоша, наречений, лікар-психіатр

## Знімальна група
- Режиссер — Лев Цуцульковский
- Сценарист — Юрій Бондарєв
- Оператор — Микола Горський
- Композитор — Станіслав Пожлаков
- Художник — Микола Субботін